# Павловниевые
Павловниевые (лат. Paulowniaceae) — семейство двудольных растений, входящее в порядок Ясноткоцветные (Lamiales).
Некоторыми источниками объединяется с семейством Норичниковые (Scrophulariaceae)

## Ботаническое описание
Листопадные деревья, в тропиках вечнозелёные. Кора гладкая. Листья лопастные с 2—3 долями, на длинных черешках. 

## Таксономия
По данным сайта GRIN семейство включает два рода,  и 4 — по данным The Plant List:
- Brandisia Hook.f. & Thomson — Брандизия[3]
- Paulownia Siebold & Zucc. typus — Павловния
- Shiuyinghua Paclt
- Wightia Wall. — Уайтия[4]

Всего в семействе насчитывается около 20 видов.